# Округ Ворик (Индијана)
Ворик (енгл. Warrick County) је округ у америчкој савезној држави Индијана.

## Демографија
По попису из 2010. године број становника је 59.689, што је 7.306 (13,9%) становника више него 2000. године.
| Група             | 2000.          | 2010.          |
| Белци             | 50.805 (97,0%) | 56.095 (94,0%) |
| Афроамериканци    | 525 (1,0%)     | 803 (1,3%)     |
| Азијати           | 330 (0,6%)     | 960 (1,6%)     |
| Хиспаноамериканци | 340 (0,6%)     | 946 (1,6%)     |
| Укупно            | 52.383         | 59.689         |